# (7513) 1985 RU2
(7513) 1985 RU2 là một tiểu hành tinh vành đai chính. Nó được phát hiện bởi Henri Debehogne ở Đài thiên văn La Silla ở Chile ngày 5 tháng 9 năm 1985.